# Татарщина (Сморгонский район)
Тата́рщина (бел. Тата́ршчына, пол. Tatarszczyzna) — деревня в Сморгонском районе Гродненской области Беларуси. Входит в состав Коренёвского сельсовета.

## География
Расположена в центральной части района к югу от истока реки Понарка. Расстояние до районного центра Сморгонь по автодороге — около 17 км, до центра сельсовета деревни Корени по прямой — чуть более 16,5 км. Ближайшие населённые пункты — Асаны, Понара, Понарка. Площадь занимаемой территории составляет 0,1180 км², протяжённость границ 1990 м.
Через деревню проходит грунтовая автомобильная дорога местного значения Н7988 Татарщина — Понара — Новинка.

## История
До 2008 года Татарщина входила в состав Белковщинского сельсовета.

## Население
Согласно переписи население деревни в 1999 году насчитывало 28 человек.